# 白倉トンネル

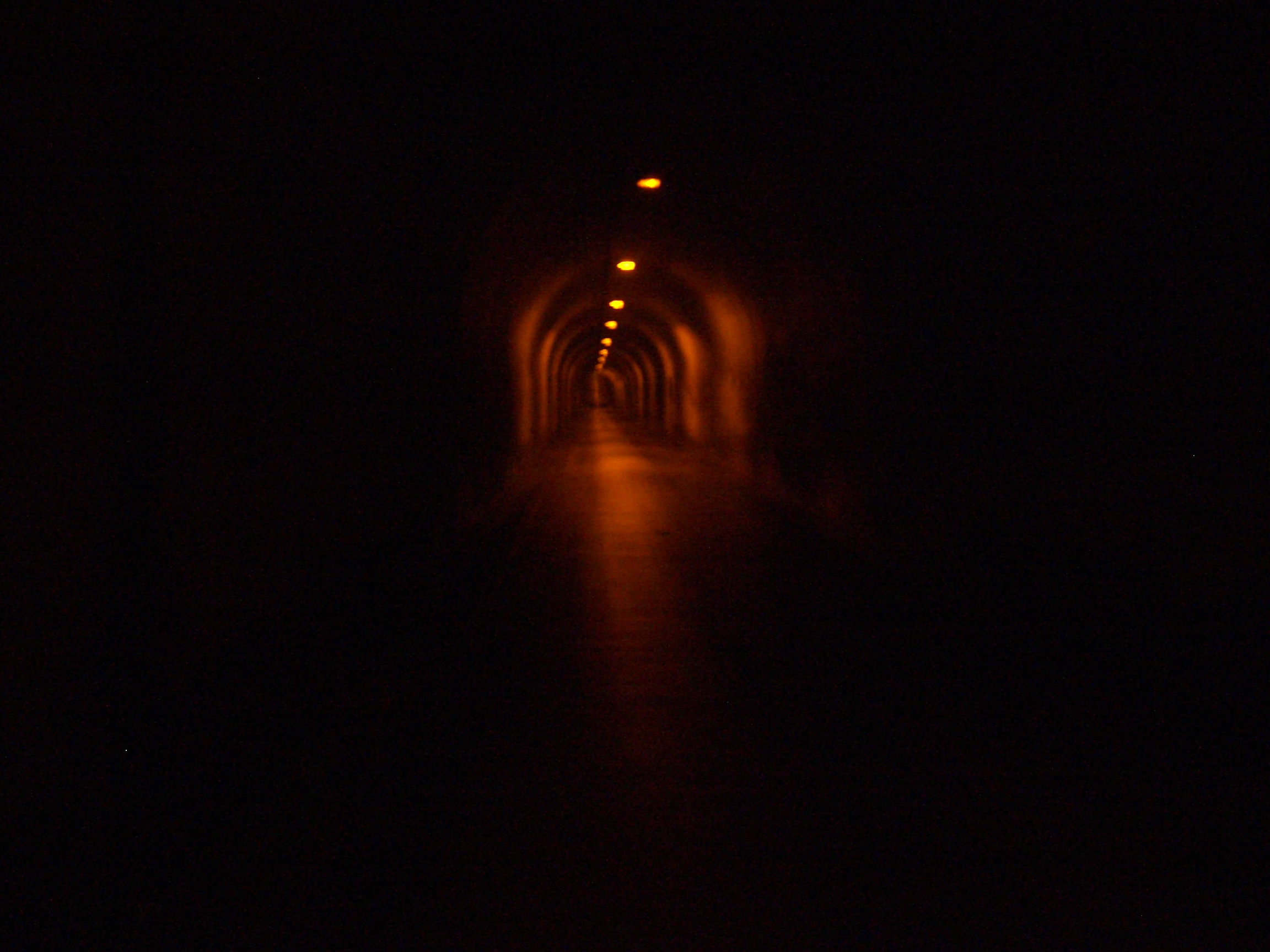
白倉トンネル内部（2005年9月）

白倉トンネル（しらくらトンネル）は、富山県魚津市にある富山県道67号宇奈月大沢野線および富山県道320号古鹿熊滑川線のトンネル。
下新川郡松倉村時代（魚津市の一部となり消滅する1952年（昭和27年）3月以前）から計画され、1953年暮れに着工、1954年（昭和29年）10月30日に早月川合口事業の一環として開通。このトンネルの完成により、市街地から鉢・虎谷までの交通が便利になった。総工費は2,000万円。後に角川ダム建設に伴い魚津側の抗口が約10m高くなった。

## 概要
- 延長 - 410m[3]。
- 幅員 - 4m[3]
- 中間地点には車両すれ違い用の待避所がある。
- 中央部分から滑川方向には若干の傾斜があるため、トンネルの入り口から向こう側を見通すことが出来ないつくりになっている。
- 東側の坑口は角川ダム湖に沿った山肌の道から直角に折れ曲がる形で開いている。このため、ダム湖を回り込んだ対岸の同県道からも坑内を確認することができる。
- 照明はナトリウムランプである。